# Radosław Hyży
Radosław Hyży, né le 7 février 1977, à Strzelno, en Pologne, est un joueur polonais de basket-ball. Il évolue au poste de ailier.

## Palmarès
- Coupe de Pologne 2004, 2005